# Venturiocistella japonica
Venturiocistella japonica är en svampart som beskrevs av Hosoya, Y. Harada & Y. Otani 1999. Venturiocistella japonica ingår i släktet Venturiocistella och familjen Hyaloscyphaceae.   Inga underarter finns listade i Catalogue of Life.